# Freie Schule Oldenburg
Die Freie Schule Oldenburg ist eine Schule in freier Trägerschaft, die aus dem "Bildungshaus Freiraum" entstanden ist. Sie ist eine Verbindung einer staatlich anerkannten Montessori-Grundschule und einer staatlich anerkannten integrierten Gesamtschule. Die staatliche Anerkennung bedeutet, dass beide Schule den Regelschulen gleichwertige Abschlüsse anbieten. Die IGS bietet alle Abschlüsse bis Klasse 10 an und die Anerkennung der gymnasialen Oberstufe liegt der Landesschulbehörde vor, sodass in zwei Jahren auch die gymnasiale Oberstufe ihren Betrieb aufnehmen sollte.

## Geschichte
Am 5. August 2010 startete die Grundschule Freiraum Oldenburg zum Schuljahr 2010/11 in einem Landschaftsschutzgebiet von Oldenburg-Bümmerstede und war dort auf einer historischen denkmalgeschützten Hofanlage aus dem Jahre 1801 untergebracht. Zum Schuljahr 2014 hat die Schule die Erweiterung zu einem Montessori Bildungshaus mit weiterführender Schule (Sekundarstufe I) abgeschlossen. Ein Kindergarten als Montessori-Kinderhaus ist geplant. Dazu zog die Schule nach Oldenburg-Osternburg in ein neues Gebäude um.

## Konzept
Die Basis der Pädagogik der Grund- und der Oberschule ist laut Konzept eine Kombination alternativer Pädagogiken in Anlehnung an Maria Montessori.  Gelernt wird zum großen Teil in Freiarbeit, das selbstständige Lernen soll die ideale Vorbereitung auf wissenschaftliche oder wirtschaftliche Tätigkeit durch individuelle Begleitung der Lerncoachs bieten.
Es findet eine individuelle Begleitung der Schüler statt. Viele curriculare Vorgaben werden in Freiarbeit und durch Epochen- und Projektarbeit fächerübergreifend gelernt. Sowohl in der Pädagogik als auch im Material werden die Erkenntnisse von Maria Montessori umgesetzt. Die Schüler erlernen zusätzlich aktiv demokratische Strukturen (Schulversammlung).